# KV Mechelen

Y.R. K.V. Mechelen, conhecido também por "Malinwa" ou "De Kakkers", é um clube de futebol da Bélgica de Mechelen na província de Antuérpia. É ocasionalmente conhecido pelo seu nome em francês, FC Malines.

Tradicional time belga e com torcida leal, atualmente disputa a Jupiter Pro League e perfoma campanhas medianas na competição, com ao todo 9 títulos domésticos, sendo quatro deles da primeira divisão nacional (nas temporadas 42/43, 45/46, 47/48 e 88/89), três da Challenger Pro League (98/99, 01/02 e 18/19) e duas da Copa da Bélgica (86/87 e 18/19).

## História
Fundado em 1904, poucos meses após a fundação do clube rival da cidade, o K.R.C Mechelen, teve sua época dourada a nível doméstico e europeu no período de 1987-1990, sendo o último clube belga a ganhar uma competição europeia, em maio de 1988. 
O K.V. Mechelen parecia destinado a ser um dos clubes do topo na Bélgica, mas depressa entrou em declínio quando o seu presidente Cordier (que ganhou os direitos dos seus jogadores) foi forçado a vender alguns dos seus jogadores devido aos maus resultados económicos. Em 10 de Junho de 2007, a equipa atingiu a primeira divisão belga, a Jupiler League.
Nota: Bandeiras indicam equipe nacional, conforme definido pelas regras de elegibilidade da FIFA. Os jogadores podem ter mais de uma nacionalidade não-FIFA.
| N.º |                   | Posição | Jogador             |
| --- | ----------------- | ------- | ------------------- |
| 1   | Bélgica           | G       | Tijn Van Ingelgom   |
| 2   | Bélgica           | D       | Laurens Paulussen   |
| 4   | Bélgica           | D       | Seth de Witte       |
| 6   | Trindade e Tobago | D       | Sheldon Bateau      |
| 7   | Bélgica           | M       | Tim Matthys         |
| 9   | Sérvia            | A       | Dalibor Veselinović |
| 11  | Bélgica           | M       | Mats Rits           |
| 12  | Bélgica           | M       | Steven De Petter    |
| 13  | Bélgica           | M       | Wannes van Tricht   |
| 17  | Bélgica           | A       | Jens Naessens       |
| 19  | Bélgica           | D       | Maxime Biset        |
| 20  | Bélgica           | M       | Joachim Van Damme   |
| 22  | Bélgica           | A       | Lionel Makondi      |

| N.º |                      | Posição | Jogador            |
| --- | -------------------- | ------- | ------------------ |
| 23  | Bélgica              | G       | Adrien Faidherbe   |
| 24  | Bélgica              | M       | Glenn Claes        |
| 28  | Bélgica              | G       | Anthony Swolfs     |
| 30  | Bélgica              | A       | Jordi Vanlerberghe |
| 32  | Países Baixos        | G       | Mauro Minnaard     |
| 33  | Sérvia               | D       | Miloš Kosanović    |
| 37  | Sérvia               | D       | Ivan Obradović     |
| 44  | Bélgica              | M       | Ibrahima Cissé     |
| 49  | Luxemburgo           | G       | Anthony Moris      |
| 94  | Argélia              | M       | Sofiane Hanni      |
| 99  | França               | A       | Nicolas Verdier    |
|     | Polónia              | M       | Rafal Wolski       |
|     | Bósnia e Herzegovina | D       | Edin Cocalić       |

## Títulos
| CONTINENTAIS | CONTINENTAIS           | CONTINENTAIS | CONTINENTAIS                                                   |
|              | Competição             | Títulos      | Temporadas                                                     |
| ------------ | ---------------------- | ------------ | -------------------------------------------------------------- |
|              | Recopa Europeia        | 1            | 1987-88                                                        |
|              | Supercopa Europeia     | 1            | 1988                                                           |
| NACIONAIS    |                        |              |                                                                |
|              | Competição             | Títulos      | Temporadas                                                     |
|              | Primeira Divisão Belga | 4            | 1942-43, 1945-46, 1947-48 e 1988-89                            |
|              | Copa da Bélgica        | 2            | 1986-87 e 2018-19                                              |
|              | Segunda Divisão Belga  | 7            | 1925-26, 1927-28, 1962-63, 1982-83, 1998-99, 2001-02 e 2018-19 |
|              | Troféu Joan Gamper     | 1            | 1989                                                           |

- Ronda Final da Segunda Divisão:
  - (2): 1981, 2007
- Terceira Divisão Belga:
  - (1): 2005

## Uniformes

### 1º Uniforme
| 2020–2021 | 2019–2020 | 2018–2019 | 2017–2018 | 2016–2017 | 2015–2016 | 2014–2015 | 2013–2014 | 2012–2013 |

### 2º Uniforme
| 2020–2021 | 2019–2020 | 2018–2019 | 2017–2018 | 2016–2017 | 2015–2016 | 2014–2015 | 2013–2014 | 2012–2013 |

### 3º Uniforme
| 2020–2021 | 2019–2020 | 2018–2019 | 2017–2018 | 2016–2017 | 2015–2016 | 2014–2015 | 2013–2014 | 2012–2013 |